# Edmond Michiels
Edmond Michiels   (Saint-Gilles, 12 d'octubre de 1913 - la Roca d'Albera, 23 de maig de 1991) va ser un waterpolista belga que va competir durant la 1930.
El 1936 va prendre part en els Jocs Olímpics de Berlín, on va guanyar la medalla de bronze en la competició de waterpolo.